# Bilikiss Adebiyi
Bilikiss Adebiyi hoặc Bilikiss Adebiyi Abiola là giám đốc điều hành người Nigeria của một công ty tái chế, Wecyclers, ở Lagos, Nigeria. Cô được đào tạo tại Viện Công nghệ Massachusetts (MIT) và đã nổi bật do một phương pháp mới để tái chế dựa trên xe ba bánh và tin nhắn SMS.

## Đầu đời
Adebiyi được sinh ra ở Lagos, nơi cô đã đi học trường trung học Supreme Education Foundation. Cô vào Đại học Lagos, nhưng cô rời Đại học Lagos sau một năm để hoàn thành việc học tập đại học tại Mỹ. Cô tốt nghiệp Đại học Fisk và sau đó đã đi đến Đại học Vanderbilt, nơi cô kiếm được bằng thạc sĩ. Cô đã làm việc cho IBM trong năm năm trước khi quyết định nghiên cứu thêm. Cô được nhận vào học Thạc sĩ Quản trị Kinh doanh (MBA) tại Viện Công nghệ Massachusetts (MIT).
MIT là nơi cô lần đầu tiên đưa ra ý tưởng cho một doanh nghiệp tái chế trong năm thứ hai tại MIT, nơi cô nghiên cứu chất thải với tư cách là chủ đề chuyên môn của mình. Ý tưởng ban đầu của cô là tăng số lượng chất thải mà cô có thể thu thập từ các hộ gia đình bằng cách cung cấp cho họ vé xổ số để đổi lấy. Khi cô thảo luận điều này ở Nigeria trong một kỳ nghỉ, cô đã rất ngạc nhiên trước sự nhiệt tình của mọi người trước ý tưởng của mình. Chất thải là một mối phiền toái đặc biệt ở Lagos vì chỉ có một tỷ lệ nhỏ chất thải được gom đi thường xuyên. Adebiyi mang ý tưởng này trở lại MIT, nơi cô đã có thể xin hỗ trợ bằng cách đưa ý tưởng của mình vào các cuộc thi. Chồng Adebiyi đã luôn sống tại Nigeria vì vậy có một lý do chính đáng để cô trở về lại Lagos sau khi tốt nghiệp Đại học năm 2012. Trong khi con cái ở trường, cô đi lại mỗi ngày để thiết lập mô hình kinh doanh tái chế mới mà cô gọi là Wecyclers. Khi doanh nghiệp bắt đầu khởi nghiệp Adebiyi đã dùng một chiếc xe ba bánh để đi thu thập rác nhằm tìm hiểu thêm về công việc kinh doanh mới của cô.